# Mourèze

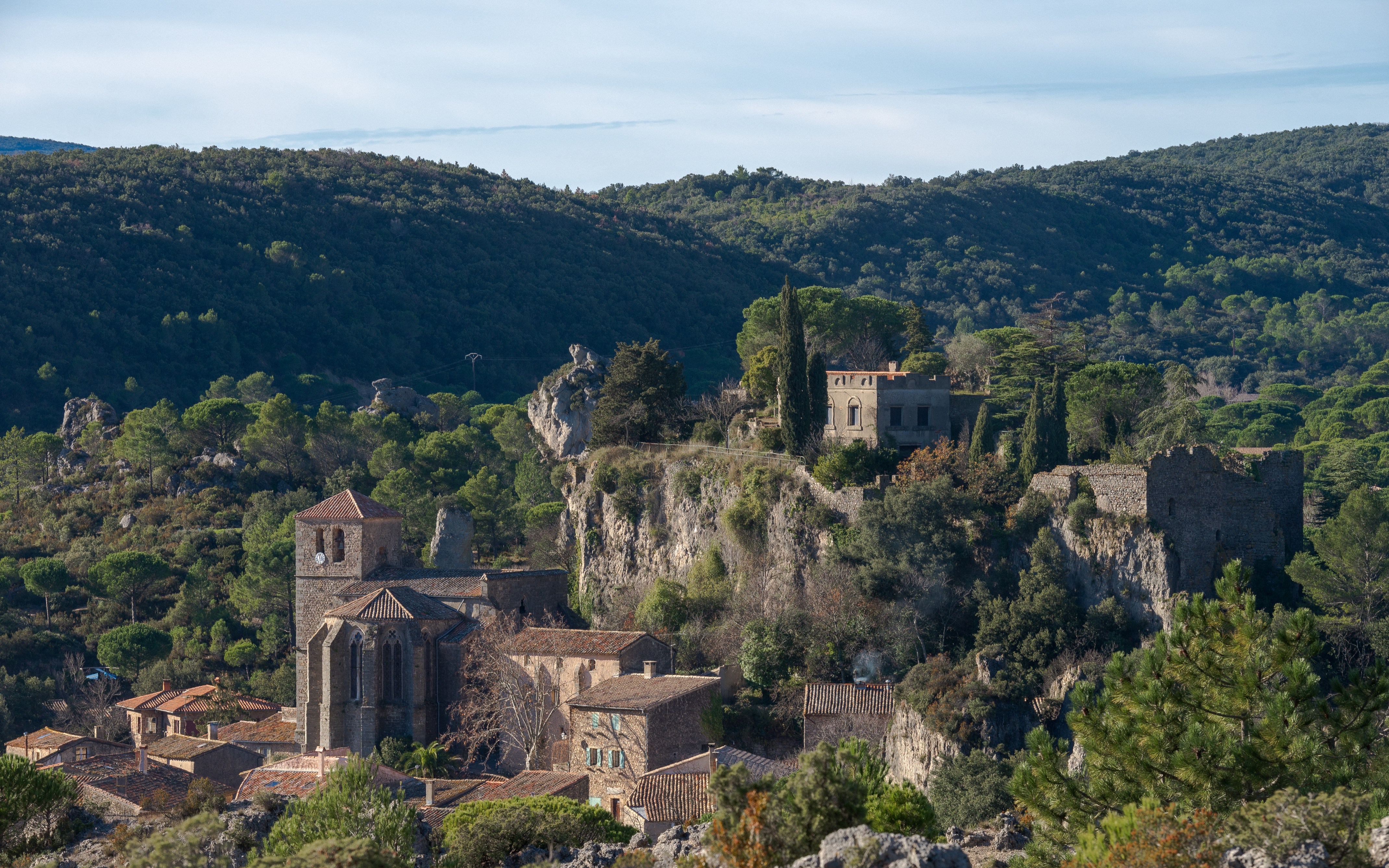

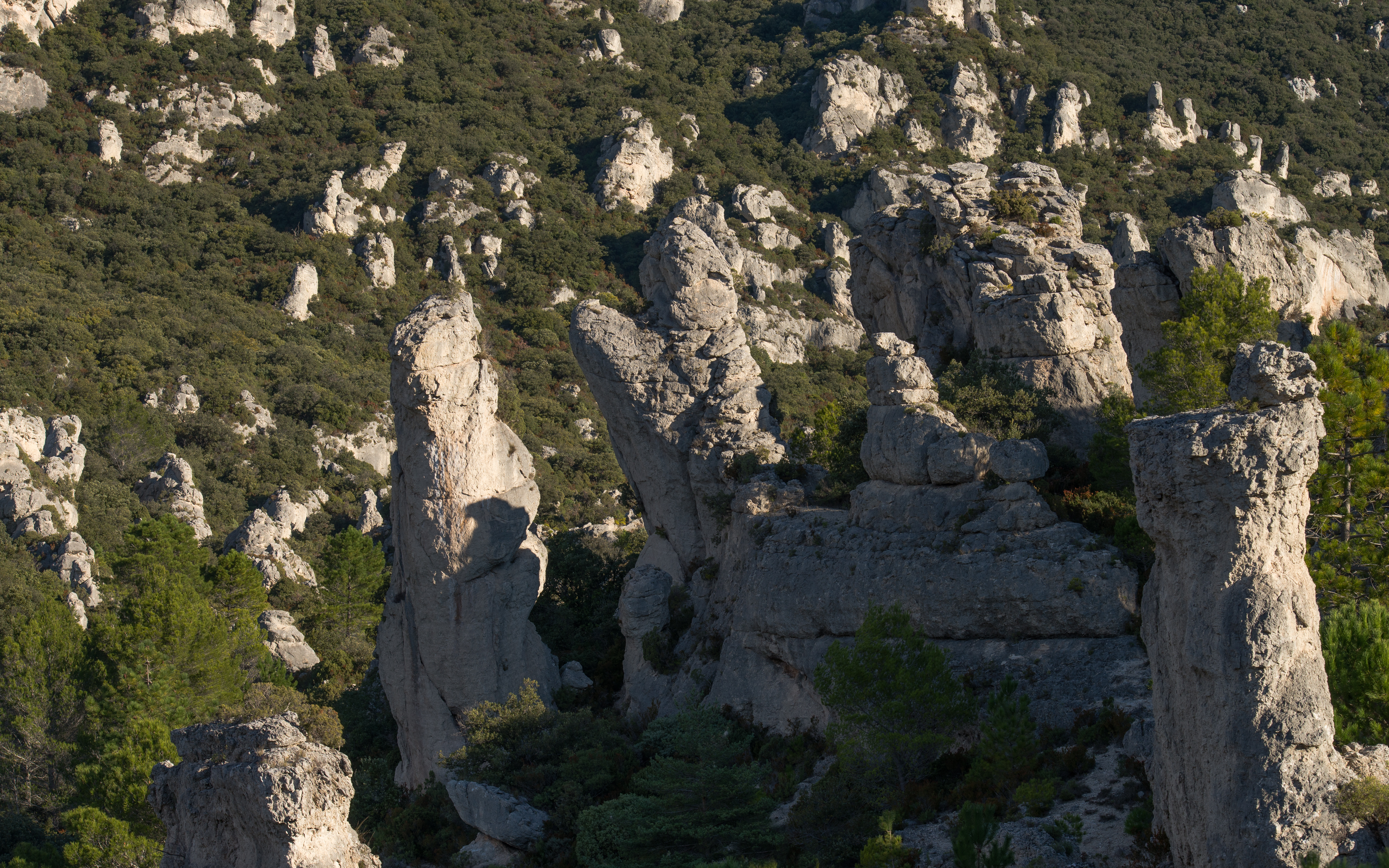

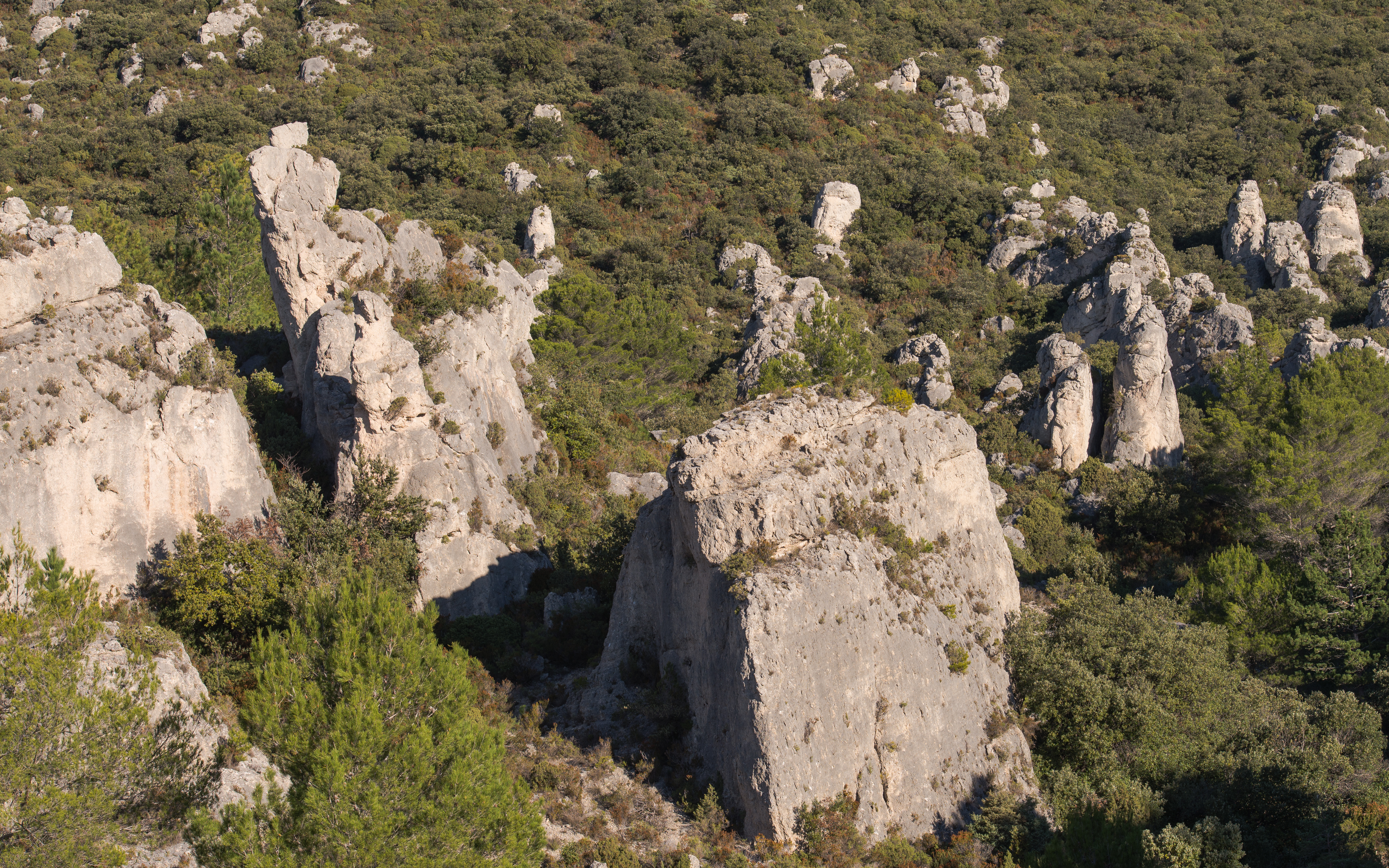

Mourèze is een gemeente in het Franse departement Hérault (regio Occitanie) en telt 128 inwoners (1999). De plaats maakt deel uit van het arrondissement Lodève.
Bezienswaardig is de Cirque Du Mourèze, een geologisch gebied dat 160 miljoen jaar geleden ontstaan is.

## Geografie
De oppervlakte van Mourèze bedraagt 14,3 km², de bevolkingsdichtheid is 9,0 inwoners per km².
De onderstaande kaart toont de ligging van Mourèze met de belangrijkste infrastructuur en aangrenzende gemeenten.

## Demografie
Onderstaande figuur toont het verloop van het inwonertal (bron: INSEE-tellingen).